# Napoleon-Marsch
Napoleon-Marsch (Marcia di Napoleone), op. 156, è una marcia di Johann Strauss (figlio).

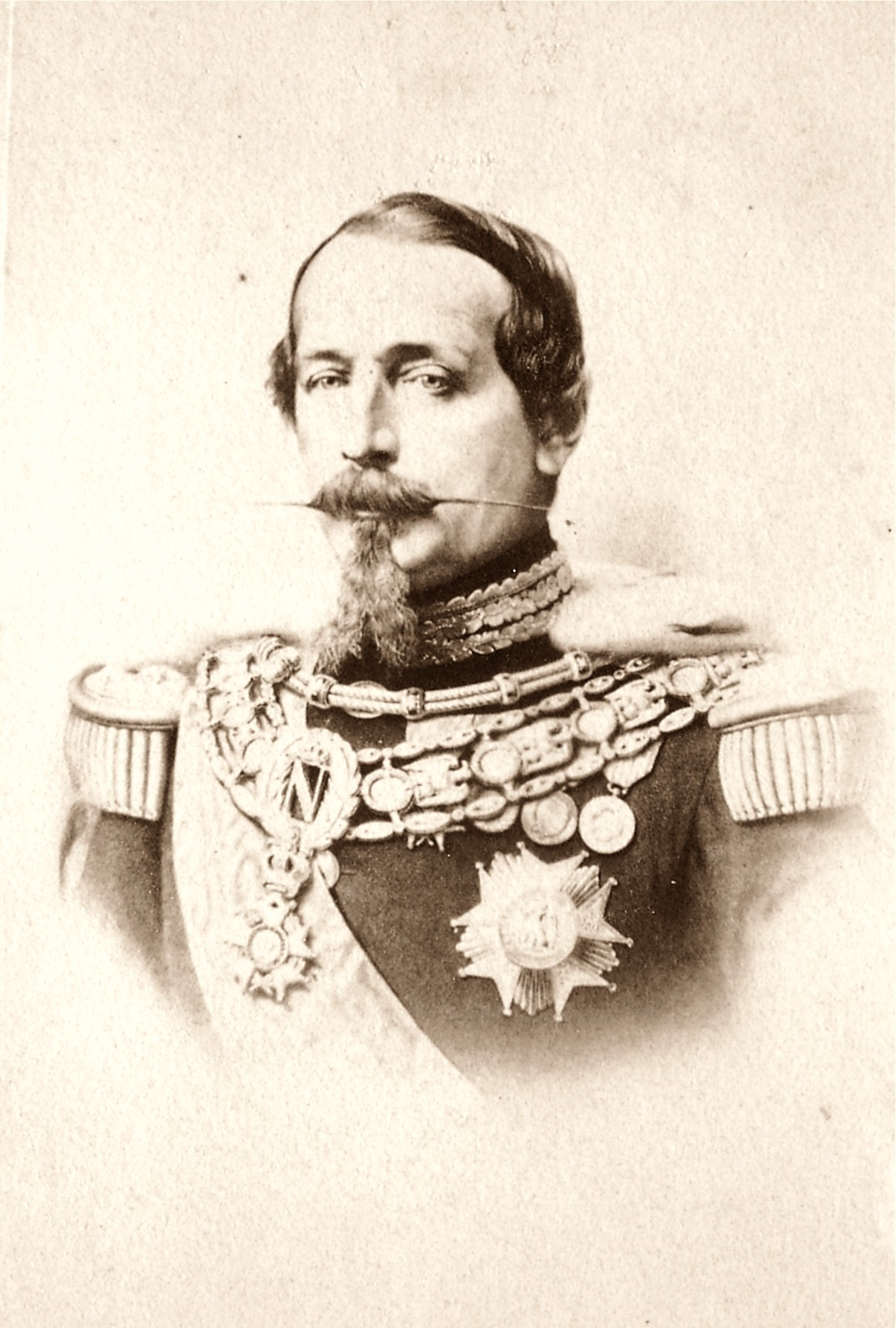
Napoleone III

Nell'autunno del 1854 Johann Strauss prese una delicata decisione politica: compose una marcia e la dedicò "Con la più profonda riverenza alla sua maestà Napoleone III (1808-73), imperatore di Francia (1852-70)". Con tale azione prese le parti in una controversia che, sullo sfondo della guerra di Crimea, aveva diviso la popolazione austriaca e, soprattutto, quella della capitale Vienna.
Preoccupata per l'egemonia nei Balcani e la regione intorno al Bosforo della Turchia, la Russia aveva inviato delle truppe ad occupare la Moldavia nel luglio 1853, dopo di che la Turchia, che allora aveva sovranità su quella regione, dichiarò guerra allo Zar.
La Russia cercò di convincere la monarchia Asburgica ad appoggiarne i piani politici: lo Zar Nicola I si recò a Olmutz e pregò il giovane imperatore d'Austria Francesco Giuseppe di intervenire nella guerra a fianco della Russia.
Alla fine (sotto l'influenza dell'anziano principe Metternich), l'Austria rifiutò la proposta russa e firmò un patto con gli ambasciatori di Prussia, Inghilterra e Francia, il 9 aprile 1854.
La Russia, alleata dell'Austria da più di un secolo, non poté mai dimenticare questo atto di tradimento e di irriconoscenza, specialmente dopo che l'esercito dello Zar aveva aiutato gli austriaci, nel 1849, a sedare la rivoluzione a Budapest.
Come è già stato detto, i diplomatici austriaci si misero dalla parte degli alleati, e questa decisione fu condivisa dalla maggioranza della popolazione viennese, tra cui il ventottenne Johann Strauss.
Quando (nonostante l'epidemia di colera infuriasse) il Partito francese di Vienna organizzò un "Festival di Napoleone" per il 12 ottobre 1854 al casinò Karl Schwender in un sobborgo di Vienna (oggi nel 15º Distretto), il Morgen-Post (12-10-1854) annunciò che in quella occasione Johann Strauss, con la sua orchestra, avrebbe diretto un brano composto appositamente per l'occasione: la Napoleone-Festival marsch.
Tre giorni dopo la celebrazione, il 15 ottobre, il Wiener Neuigkeits-Blatt pubblicò una breve relazione sul lavoro:
(Johann Strauss)
A novembre fu annunciato dalla stampa viennese che: